# A555-ös autópálya (Németország)
Az A555 (németül: Bundesautobahn 555, azaz BAB 555 vagy A555) egy autópálya Németországban, Kölnt és Bonnt köti össze. Hossza: 20 km.

## Útja
Köln–Bonn

## Története
Az 1920-as években vetődött fel először, hogy a nagyrégió gazdasági fejlődése érdekében autópályákat építsenek. A Köln és Bonn közötti autópálya szakasz építése 1929-ben kezdődött. Az építés során több mint 5000 munkanélkülit alkalmaztak. Ez volt Németország első autópályája, amit 1932. augusztus 6-án, Konrad Adenauer, Köln főpolgármestere adott át a forgalomnak. Csak személygépkocsik és teherautók számára volt engedélyezett a mintegy 20 kilométer hosszú, csomópontoktól mentes út használata, aminek csak egy lehajtója volt Brühlnél. 1974-ig A72-es volt a számozása, azonban a módosítást követően lett A555-ös a neve.

## Sávok
Az út végig, Kölntől Bonnig 3 sávos.

## Külső hivatkozások
- Galéria (autobahnatlas-online.de → Galerie → A555)